# Jacob Calmeyer

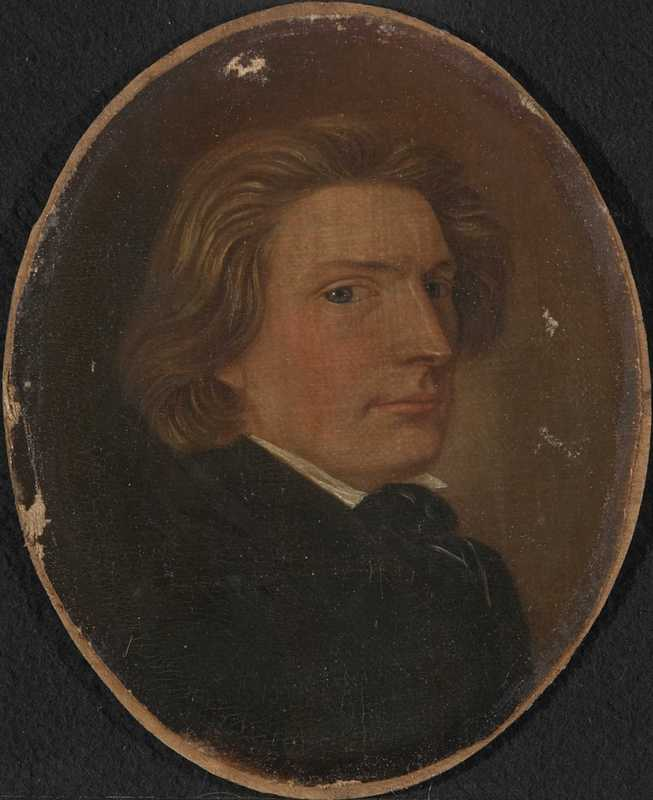
Självporträtt

Jacob Mathias Calmeyer, född 30 oktober 1802 i Halden, död 3 oktober 1883 i Kristiania, var en norsk målare.

## Biografi
Jacob Calmeyer var son till läraren Carl Koch Calmeyer och Anne Berthine Lambrechts. Han växte upp i Fredrikshald. Han fick sin första konstskoleutbildning 1819–1821 av Heinrich August Grosch, Hans Ditlev Franciscus von Linstow och Jacob Munch vid Den Konglige Tegneskole i Kristiania åren 1819–1821. Därefter studerade han vid Det Kongelige Danske Kunstakademi i Köpenhamn under Christoffer Wilhelm Eckersberg till 1826 och vid konstakademin i Dresden under Johan Christian Dahl 1830–1831.
Han ägnade sig först huvudsakligen åt porträtt, men övergick senare till landskapsmåleri. Motiven, främst fjäll och vattenfall från Norges västkust, utförde han i ett detaljtroget manér. Calmeyer är representerad vid Nationalmuseum i Stockholm med ett antal teckningar.
Han gifte sig 1853 med Anne Berntine Lambrechts Olsen (född 1810).

## Bildgalleri

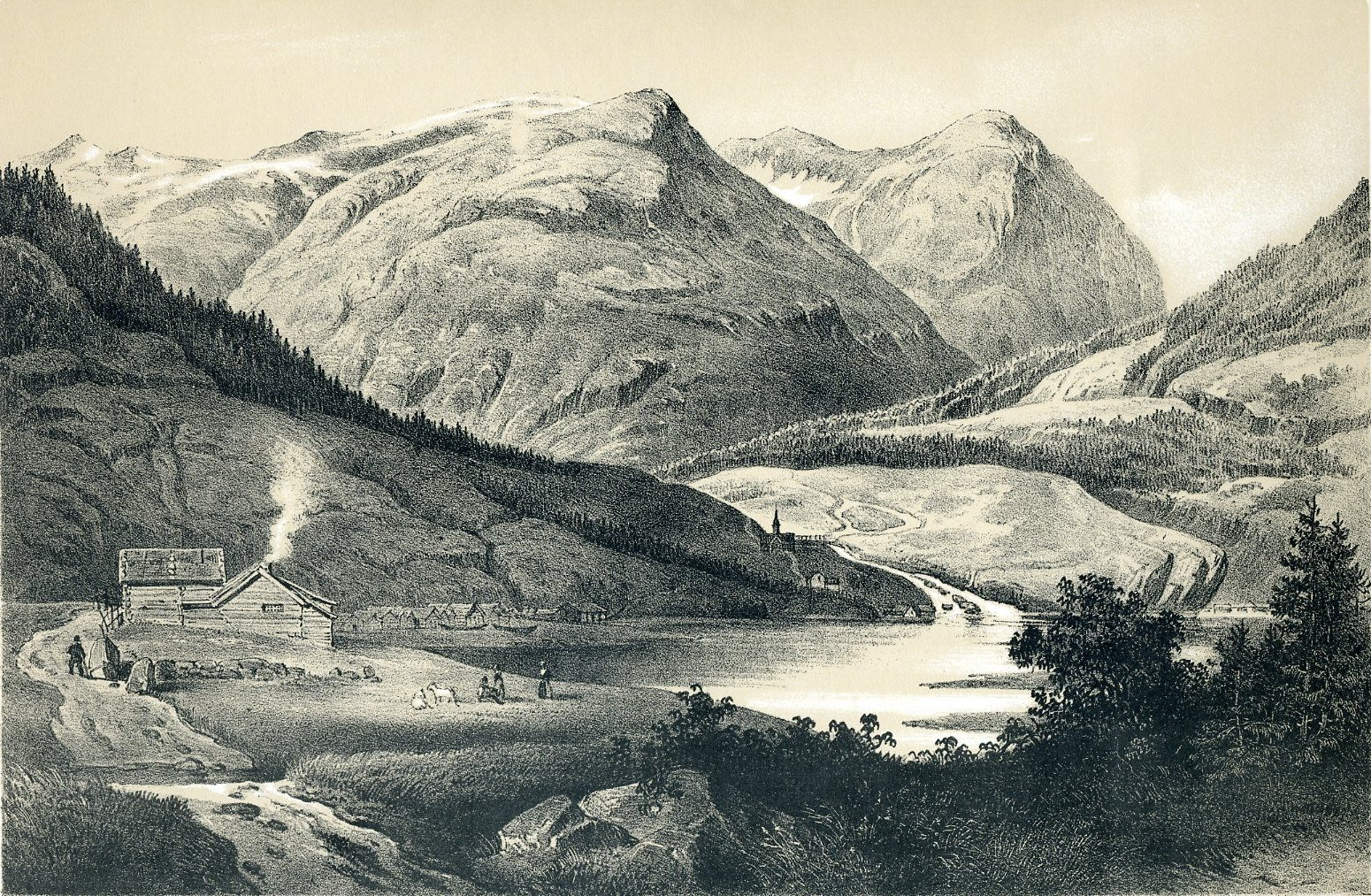
Litografin Sønelvens Kirke i Søndmør ur Norge fremstillet i Tegninger
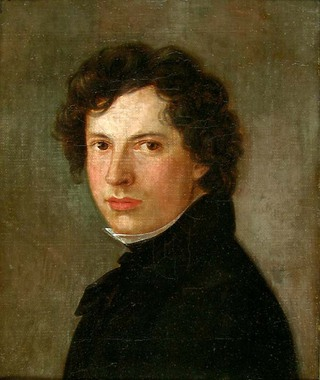
Porträtt av Johan Sebastian Welhaven
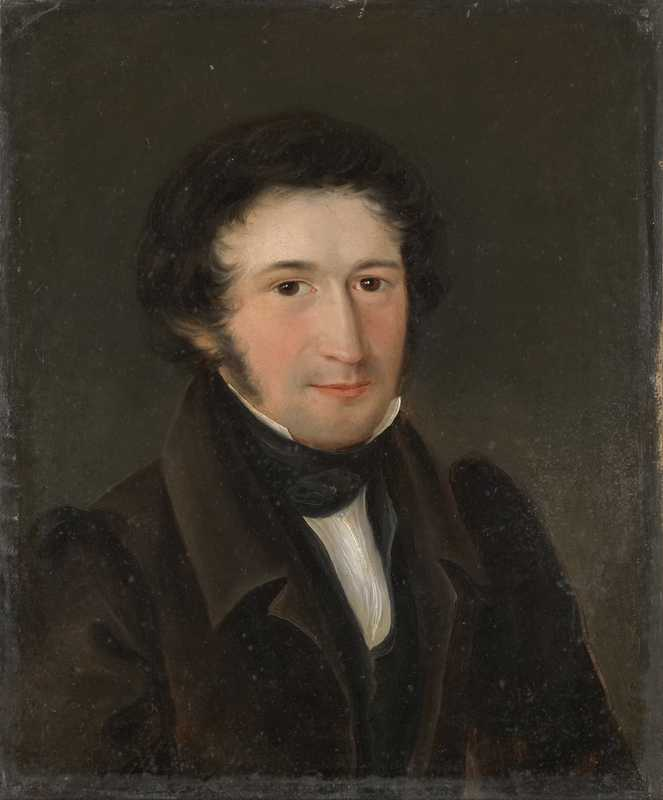
Porträtt av Michael Sars